# 鄧迪 (密歇根州)
鄧迪（英語：Dundee）是位於美國密歇根州門羅縣鄧迪鎮區的一個村。

## 人口
根據2020年美國人口普查的數據，鄧迪的面積為13.68平方千米，當中陸地面積為13.57平方千米，而水域面積為0.10平方千米。當地共有人口5323人，而人口密度為每平方千米389人。